# Smilax stans
Smilax stans är en enhjärtbladig växtart som beskrevs av Carl Maximowicz. Smilax stans ingår i släktet Smilax och familjen Smilacaceae. Inga underarter finns listade.